# Jorge Lozada
Jorge Lozada (Trujillo, 30 de marzo de 1987) es un exfutbolista peruano. Jugaba de delantero y tiene 37 años. 

## Trayectoria
Formado en las divisiones menores de Universitario, debuta el año 2005 jugando con el club América Cochahuayco en la segunda división. En el año 2007, llegó a jugar en primera división con Universitario de Deportes, en un partido disputado el 18 de febrero ante Coronel Bolognesi con victoria de 4-0. Luego juega por el Sport Águila, donde termina como el goleador de la temporada 2008. En el 2009, es contratado por el club León de Huánuco para disputar la Copa Perú.

## Selección nacional
Ha sido internacional con la Selección de fútbol del Perú en la categoría Sub-17, disputando el Campeonato Sudamericano Sub-17 realizado en Bolivia el 2003.

## Clubes
| Club                      | País | Año       |
| ------------------------- | ---- | --------- |
| América Cochahuayco       | Perú | 2005-2006 |
| Universitario de Deportes | Perú | 2007      |
| América Cochahuayco       | Perú | 2007      |
| Sport Águila              | Perú | 2008      |
| León de Huánuco           | Perú | 2009      |
| Defensor San José         | Perú | 2010      |
| Inti Gas                  | Perú | 2011      |
| José Gálvez               | Perú | 2012      |
| Carlos A. Mannucci        | Perú | 2013      |
| Sport Chavelines          | Perú | 2014      |
| Deportivo Hualgayoc       | Perú | 2015      |
| Alfonso Ugarte de Chiclín | Perú | 2017      |

## Palmarés

### Campeonatos nacionales
| Título    | Club            | País | Año  |
| --------- | --------------- | ---- | ---- |
| Copa Perú | León de Huánuco | Perú | 2009 |

### Distinciones individuales
| Distinción                                                                             | Año  |
| -------------------------------------------------------------------------------------- | ---- |
| Goleador de la Segunda División Peruana (12 goles)                                     | 2008 |
| Incluido en el equipo ideal de la Copa Perú según el portal periodístico DeChalaca.com | 2009 |